# Уилсон, Гэри
Гэри Уилсон (англ. Gary Wilson; род. 1985) — английский профессиональный игрок в снукер.

## Биография и карьера
Родился 11 августа 1985 года в городе Wallsend, графство Тайн-энд-Уир.
Начал играть в снукер в возрасте трех лет и вскоре начал показывать обещающие результаты. В возрасте восьми лет вошёл в команды, выступающие в местной лиге. В девять лет Гэри сделал свой первый сенчури. Играл выставочные матчи с Джоном Пэрротом и Вилли Торном. Дважды выиграл первенство UK Under-18 и был расценен как один из самых перспективных юниоров в Англии.

### Профессиональная карьера

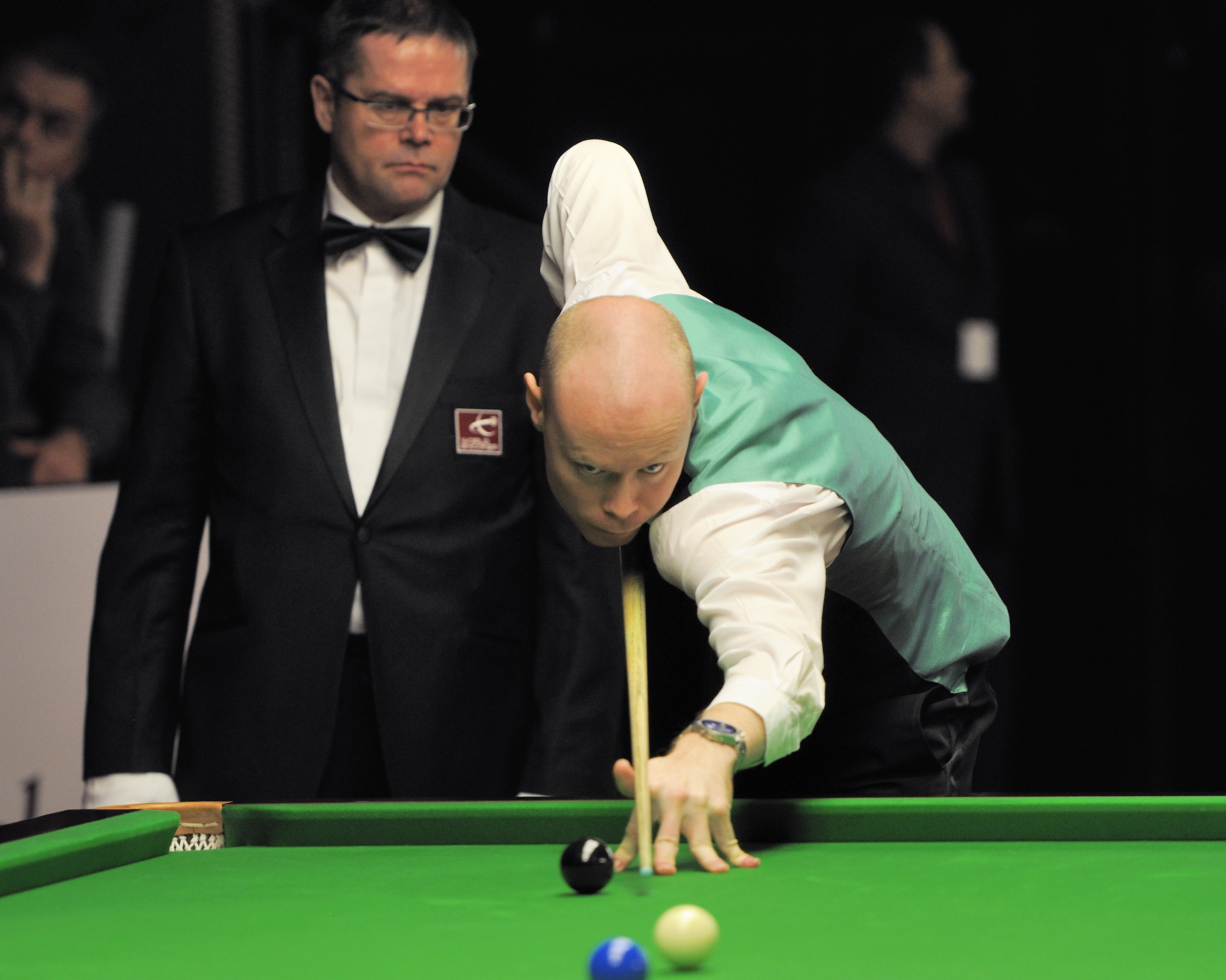
German Masters 2014

В 2003 году Уилсон дебютировал на чемпионате European U-19 в Латвии. В том же году он начал свою профессиональную карьеру выступлением на Challenge Tour. В 2005 году победил в World Under-21 Snooker Championship в Ирландии, победив в финале Kobkit Palajin со счётом 11-5.
В 2022 году Гэри Уилсон победил на Scottish Open, выиграв свой первый рейтинговый турнир в карьере. В следующем году он повторил это достижение, защитив свой титул, что является в современном снукере довольно редким явлением.  
В карьере есть два финала рейтинговых турниров:
| 2015 | China Open | Mark Selby | 2-10 |

| 2021 | British Open | Mark Williams | 4-6 |

И две победы на одном и том же турнире:
| 2022 | Scottish Open | Joe O’Connor     | 9-2 |
| 2023 | Scottish Open | Noppon Saengkham | 9-5 |

- Список снукеристов, сделавших 100 и более сенчури-брейков